# Saison 2025-2026 des Lakers de Los Angeles
La saison 2025-2026 des Lakers de Los Angeles est la 79e saison de la franchise des Lakers (sans compter les Gems de Détroit de la saison 1946-1947 dans la NBL), la 78e saison au sein de la National Basketball Association (NBA) et la 66e saison dans la ville de Los Angeles.

## Draft
| Tour | Choix | Joueur          | Poste | Nationalité | Provenance                  |
| ---- | ----- | --------------- | ----- | ----------- | --------------------------- |
| 2    | 55    | Lachlan Olbrich | PF    | Australie   | Illawarra Hawks (Australie) |

## Matchs

### Summer League
| Summer League Total: 3-5 |

| Match | Date match | Équipe       | Score    | Meilleur marqueur  | Meilleur rebondeur | Meilleur passeur  | Lieux Spectateurs  | Série |
| ----- | ---------- | ------------ | -------- | ------------------ | ------------------ | ----------------- | ------------------ | ----- |
| 1     | 5 juillet  | Golden State | D 84-89  | Cole Swider (24)   | Cole Swider (8)    | DJ Steward (6)    | Chase Center 8 398 | 0 - 1 |
| 2     | 6 juillet  | Miami        | V 103-83 | Cole Swider (20)   | Darius Bazley (9)  | Davis, Rice (4)   | Chase Center 0     | 1 - 1 |
| 3     | 8 juillet  | San Antonio  | V 89-88  | Darius Bazley (27) | Darius Bazley (13) | Trois joueurs (3) | Chase Center 0     | 2 - 1 |

| Match | Date match | Équipe              | Score    | Meilleur marqueur  | Meilleur rebondeur   | Meilleur passeur   | Lieux Spectateurs      | Série |
| ----- | ---------- | ------------------- | -------- | ------------------ | -------------------- | ------------------ | ---------------------- | ----- |
| 1     | 10 juillet | Dallas              | D 85-87  | Cole Swider (22)   | Darius Bazley (11)   | DJ Steward (5)     | Thomas & Mack Center 0 | 0 - 1 |
| 2     | 12 juillet | La Nouvelle-Orléans | V 94-81  | Cole Swider (21)   | Bazley, Swider (10)  | R.J. Davis (5)     | Thomas & Mack Center 0 | 1 - 1 |
| 3     | 14 juillet | L.A. Clippers       | D 58-67  | Bronny James (17)  | Dalton Knecht (7)    | James, Steward (5) | Thomas & Mack Center 0 | 1 - 2 |
| 4     | 17 juillet | Boston              | D 78-87  | Bronny James (18)  | Christian Koloko (6) | James, Steward (5) | Thomas & Mack Center 0 | 1 - 3 |
| 5     | 18 juillet | Denver              | D 84-106 | Davis, Swider (17) | Cole Swider (6)      | DJ Steward (4)     | Thomas & Mack Center 0 | 1 - 4 |

### Pré-saison
| Pré-saison Total: 0-0 (Domicile : 0-0; Extérieur : 0-0) |

### Saison régulière
| Saison régulière Total: 0-0 (Domicile : 0-0; Extérieur : 0-0) |